# Comté de Sidon

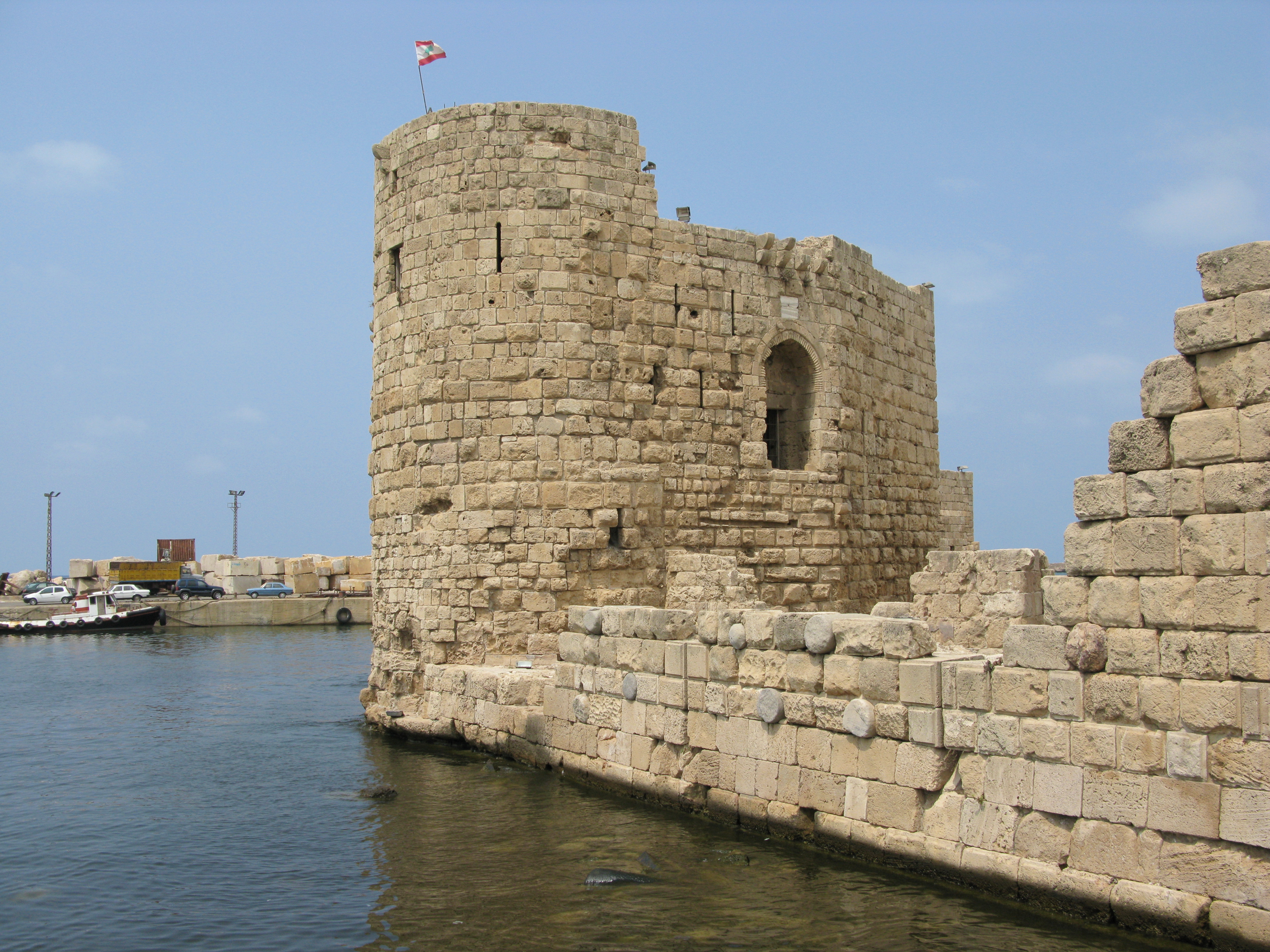
Vue partielle du château de Sidon, construit par les croisés en 1227.

La seigneurie de Sidon fut de 1110 à 1289 un des principaux fiefs du royaume de Jérusalem.

## Histoire
La ville côtière de Sidon, située entre Tyr et Beyrouth, fut conquise en décembre 1110 par Baudouin Ier, roi de Jérusalem qui la donna en fief à Eustache Granier,. Elle constitua alors l’une des deux grandes baronnies du royaume de Jérusalem.
Elle fut conquise par Saladin en 1187 puis rendue en partie en 1192 aux descendants d'Eustache Granier.
En 1260, la ville fut détruite par les Mongols. La même année, Julien Granier la vendit à l'ordre du Temple.
En 1289, elle fut définitivement conquise par les Sarrasins,,.

## Féodalité
Seigneurie du royaume de Jérusalem de 1110 à 1189.

## Liste des seigneurs de Sidon
- 1110-1123 : Eustache Ier Granier (1071-1123), seigneur de Sidon et de Césarée
  - marié à Emma (ensuite remariée à Hugues II du Puiset)
- 1123-1131 : Eustache II Granier (ru) (†-1131), fils de Eustache Ier Granier
  - marié à Papia
- 1131-1171 : Géraud Granier (1101-1171), fils de Eustache Ier Granier
  - marié à Agnès de Bures, sœur de Guillaume II, prince de Galilée
- 1171-1187 : Renaud Granier, fils de Géraud Granier
  - marié à Agnès de Courtenay, puis à Helvis d'Ibelin
- 1187-1197 : conquise par Saladin
- 1197-1202 : Renaud Granier, de nouveau
- 1205-1210 : Guy de Montfort
  - marié à Helvis d'Ibelin
- 1210-1239 : Balian Granier, fils des précédents
  - marié à Marguerite de Reynel
- 1239-1260 : Julien Granier, fils des précédents
  - marié à Euphémie, fille d'Héthoum Ier, roi d'Arménie[6].